# Вюрдеманн, Эрих
Эрих Вюрдеман (нем. Erich Würdemann; 15 января 1914, Гамбург — 12 июля 1943, близ берегов Испании, Северная Атлантика) — немецкий офицер-подводник, капитан-лейтенант (1 ноября 1940 года).

## Биография
23 сентября 1933 года поступил на флот кадетом. 1 октября 1936 года произведен в лейтенанты.

## Вторая мировая война
Служил на эскадренном миноносце «Пауль Якоби», на котором в 1939—40 годах совершил 11 боевых походов.
В ноябре 1940 года переведен в подводный флот. В качестве вахтенного офицера совершил один поход на подлодке U-43, которой командовал Вольфганг Лют.
15 сентября 1941 года назначен командиром океанской подлодки U-506, на которой совершил 5 походов (проведя в море в общей сложности 344 суток). Во втором походе потопил 9 судов, а в третьем принял участие в т. н. инциденте вокруг «Лаконии». Позже его лодка была переведена в Индийский океан.
14 марта 1943 года награждён Рыцарским крестом Железного креста.
Через 6 дней после того как лодка Вюрдемана вышла в свой пятый поход — 12 июля 1943 года — она была атакована американской авиацией и потоплена. Из экипажа спаслось только 6 человек, остальные 48, в том числе Вюрдеман, погибли.
Всего за время военных действий Вюрдеман потопил 15 судов общим водоизмещением 76 714 брт и повредил 2 судна водоизмещением 23 354 брт.